# HOXA9
HOXA9（homeobox A9）は、ヒトではHOXA9遺伝子によってコードされているタンパク質である。
脊椎動物では、ホメオボックス遺伝子と呼ばれる転写因子をコードする遺伝子は、4つの異なる染色体上にA、B、C、Dと命名されたクラスターとして存在する。これらの遺伝子の発現は、胚発生過程において時空間的に調節されている。HOXA9遺伝子は7番染色体上のAクラスターの一部を構成しており、遺伝子発現、形態形成、分化を調節している可能性のあるDNA結合型転写因子をコードしている。この遺伝子はショウジョウバエのAbdominal-B（Abd-B）遺伝子と高度に類似している。染色体転座によるこの遺伝子とNUP98遺伝子との融合は骨髄性白血病の発生と関連しており、またHOXA9の機能不全は急性骨髄性白血病との関連が示唆されている。

## 機能
HOXA9は動物のボディープランの設計に関与するホメオボックスファミリーに属する転写因子であり、その発現が高い細胞は分化能が高いと考えられている。実際に造血系統では、HOXA9は造血幹細胞（HSC）に選択的に発現しており、その後細胞が分化し成熟するにつれてダウンレギュレーションされる。
Hoxa9ノックアウトマウスでは、循環中の骨髄球系共通前駆細胞（common myeloid progenitor cell; CMP）の数の減少が引き起こされることが示されており、この細胞は赤血球前駆細胞へ分化する細胞である。同じ研究では、Hoxa9の欠損はCMPの顆粒球系統への分化に特異的に影響を及ぼし、赤血球系統に影響が生じるのはHoxa7のノックアウトマウスであることが示されている。他の研究では、HOXA9をノックアウトしたHSCではin vitroでの増殖速度が約1/5に損なわれるとともに、また運命決定した前駆細胞の成熟、特に骨髄系の成熟が遅れること、そしてベクターを用いて培養細胞へHOXA9を再導入することで正常な増殖と分化速度が回復することが示されている。In vivoでは、致死量の放射線を照射したマウスに対しHOXA9を過剰発現したHSCを移植した場合には、野生型幹細胞を移植した場合と比較して骨髄中の運命決定された前駆細胞の数が15倍に増加する。このことは、HOXA9の過剰発現がHSCの分化を妨げることなくHSC細胞集団の増殖を誘導することを示している。これらの結果は、HOXA9は分化、特に骨髄系統（赤血球や顆粒球）への誘導だけでなく、HSC集団の維持にも重要であることを示唆している。

## 臨床的意義

### 急性骨髄性白血病
7番染色体上のHOXA9遺伝子と11番染色体上のNUP98遺伝子の融合によって形成されるNUP98-HOXA9がん遺伝子は急性骨髄性白血病（AML）への関与が示唆されており、この遺伝子の発現はAMLの予後不良と最も高く相関している因子の1つである。このがん遺伝子はHSCの増殖速度を高める一方で、その分化は損なわれる。HOXA9融合がん遺伝子を導入したHSCではは5週間細胞培養後の増殖速度が8倍高まり、またコントロールのヒトHSCでは平均27.3日後に増殖を停止するのに対し、平均54.3日後まで自己複製が継続される。
HSCの赤血球系統への分化に対するこのがん遺伝子の影響に関しては、矛盾する結果が得られている。ある研究では、がん遺伝子はHSCの分化、特に赤血球系統への分化に壊滅的な影響が生じることが観察されており、エリスロポエチンやインターロイキンといった成長因子が培地に添加されているにも関わらず、変異体HSCでは前赤芽球コロニーの数がコントロールと比較して少なくなることが示されている。しかしながら他の研究では、がん遺伝子を有するHSC培養細胞ではコントロールと比較して赤血球コロニーが2倍になることが記載されている。こうした差異は、がん遺伝子によるHSCの分化の遅れが原因となっている可能性がある。赤血球細胞数の増加が観察された研究では、その効果は約3週間以降にのみ観察され、それ以前は細胞数はがん遺伝子培養細胞で少なくなることはないにしろ同程度であった。細胞数の減少が観察された研究では測定の期間について記載されておらず、もし培養期間が3週間以内であった場合、細胞数の減少はこの分化の遅れが原因である可能性がある。また、がん遺伝子を発現しているHSC由来の赤血球コロニーは、コントロール細胞から形成されたコロニーとは大きく異なっている。コロニーのギムザ染色を行うと、がん遺伝子発現細胞由来の赤血球コロニーでは、ヘモグロビンを発現しておらず、また細胞のサイズは大きく形状は一様でなく、そして明らかに大きな核を有した未成熟な細胞が混在していることが観察される。

### 急性赤白血病
急性赤白血病と呼ばれる稀な形態のAMLでは、骨髄系前駆細胞の中で顆粒球前駆細胞ではなく赤血球前駆細胞のみが白血病性を示す。この形態のAMLでは、骨髄中の赤芽球の割合は最大で全有核細胞の94.8%にも達し、未成熟な赤芽球である前赤芽球や塩基性赤芽球もより広くみられる。ある研究では、一般的なAMLでは未成熟赤芽球は全赤血球細胞の8%であるが、急性赤白血病では最小で40%、最大で83%に達することが記載されている。さらに、急性赤白血病症例では未成熟赤芽球は形態学的影響を最も大きく受けており、細胞のサイズは大きく、2つまたは3つの核を有していることもある。

### 卵巣がん
HOXA9は卵巣がんにおいてもバイオマーカーとしての可能性がある。ホメオボックスファミリーの遺伝子は発生や分化に必須の役割を果たしているため、こうした重要な遺伝子の異常は悪性腫瘍と関連していることが多い。上皮性卵巣がんによる死の70–80%は高異型度漿液性卵巣がんと関連したものである。
HOXA9遺伝子は女性におけるミュラー管系のパターン形成を担っており、輸卵管に発現がみられる。一方、正常な卵巣や良性腫瘍ではHOXA9遺伝子はメチル化されていないのに対し、卵巣がん組織ではメチル化が生じており、この遺伝子発現の異常は卵巣組織における発がんの分子経路と関係していると考えられている。卵巣組織におけるHOXA9のプロモーター領域の高メチル化はがん遺伝子のの活性化、もしくはがん抑制遺伝子を抑制によって発がんを促進している可能性がある。卵巣がんの症状は不明瞭であるため進行した状態で診断が行われることが多く、治癒のための選択肢は限られたものとなる。HOXA9をバイオマーカーとした早期診断によって、患者の生存率や治療ルートが大きく改善される可能性がある。

## 相互作用
HOXA9は次に挙げる因子と相互作用することが示されている。
- MEIS1（英語版）[20][21]
- PBX2（英語版）[21]
- TRIP6（英語版）[22]

HOXA9の発現は、UTX、WHSC1、MLL、MEN1などいくつかの遺伝子によって調節されている。UTX、MLL、WHSC1はタンパク質のメチル化や脱メチル化活性を担う酵素をコードしており、これらの発現レベルの上昇はHOXA9の高発現と相関することが示されている。MEN1はがん抑制タンパク質をコードしており、MEN1の除去はHOXA9の低発現と相関している。
HOXA9自体は、FLT3、ERG、MYB、LMO2など多種多様な遺伝子を調節しており、これらの遺伝子の変異はがんへの関与が示唆されている。FLT3の重複はAML症例の20%で観察され、NUP98転座とともに予後不良と関連している。ERGとMYBの変異は、それぞれ前立腺がん、T細胞急性リンパ性白血病と関連している。LMO2はT細胞性白血病と関連しており、また初期発生段階での造血にも必要不可欠である。Lmo2ノックアウトマウスは卵黄嚢での造血に欠陥がみられ、性交後約10.5日で胎生致死となる。
他にも、Dnalc4、Fcgr2b、Fcrl、Con1といった遺伝子がNUP98-HOXA9と協働的に発現が上昇する遺伝子としてマウスで同定されている。

## 関連文献
- “High HOXA9 gene expression predicts response to chemotherapy and prognosis of high-grade serous ovarian cancer patients”. The Journal of International Medical Research 50 (11):  3000605221135864. (November 2022). doi:10.1177/03000605221135864. PMC 9659939. PMID 36366735.
- “HOXA9-methylated DNA as a diagnostic biomarker of ovarian malignancy”. Biomarkers in Medicine 15 (15):  1309–1317. (October 2021). doi:10.2217/bmm-2021-0144. PMID 34514844.